# Caballo Waler
El caballo Waler es una raza de caballos australianos. El nombre Waler es originario de su zona de origen, la provincia australiana de Nueva Gales del Sur.

## Historia
El caballo Waler se desarrolló a partir de varias razas originales, en particular los caballos purasangre, el caballo árabe, el caballo sudafricano "Boerperd", el caballo poni de Timor y quizás algún caballo Clydesdale, o algún caballo Percherón. 
Originalmente, el Waler sólo se consideraba un tipo de caballo y no se criaba en grandes cantidades. Sin embargo, a medida que la raza autóctona surgió en las condiciones climáticas extremas y las duras condiciones de trabajo de Australia, se desarrolló una raza de caballos dura y con una gran resistencia. El Waler se convirtió en un caballo resistente que podía hacer frente a la escasez de forraje y agua potable. En la década de 1850, el caballo Waler se desarrolló como un caballo pionero. Los vaqueros australianos valoraban la gran resistencia y el coraje del Waler. Los Waler son unos caballos poco exigentes, robustos e insensibles a las condiciones climáticas adversas. La caballería australiana, pronto reconoció la utilidad del Waler, que es una raza de caballo originaria de Australia. Con el tiempo, se empezaron a cruzar caballos poni para mejorar la maniobrabilidad del Waler. Alrededor de 1920, se comenzaron a cruzar caballos de buen linaje con Walers, para crear caballos de viaje, y aunque se criaron buenos caballos de viaje, no se estableció una raza de caballo nueva. En la década de 1970, el caballo Waler casi había sido olvidado. Actualmente, el Waler se utiliza como un caballo de recreo.

## Descripción y características del caballo Waler
- Color: El caballo Waler está disponible en varios colores.
- Altura: El caballo Waler mide entre 1,52 y 1,70 metros.
- Utilidad: El Waler es un caballo ideal como bestia de carga y para montar a caballo.
- Características: El Waler es un caballo noble, leal, equilibrado, valiente, polivalente y resistente.